# Mike Knox
Michael Shawn Hettinga (født d. 17. juli 1978), bedre kendt som Mike Knox, er en amerikansk fribryder, som bl.a. har kæmpet for World Wrestling Entertainment. 